# باد كونيغسهوفن
باد كنيغسهوفن ايم غرابفلد (بالألمانية: Bad Königshofen) هي place with town rights and privileges و بلدة ألمانية تقع في ألمانيا في بافاريا.[بحاجة لمصدر]

## المدن التوأمة
مدينة رومهيلد هي مدينة توأمة لـباد كنيغسهوفن ايم غرابفلد.

## أعلام
- ألويس ألبرت